# 44. rozdanie nagród Złotych Malin
44. rozdanie nagród Złotych Malin za rok 2023 odbyło się 9 marca 2024 roku. Nagrody przyznane zostały na podstawie wyników głosowania członków Golden Raspberry Foundation, tworzoną przez 1179 krytyków filmowych z 49 stanów USA i kilkudziesięciu innych krajów. Oficjalną listę nominowanych zaprezentowano 22 stycznia 2024 roku. Laureatów ogłoszono za pośrednictwem oficjalnego kanału Złotych Malin na YouTubie, a ceremonię poprowadzili Aaron Goldenberg i Jake Jonez tworzący komediowy duet Mean Gays.
Największą liczbę nominacji (siedem) zdobył film Niezniszczalni 4, ostatecznie nagrodzony w dwóch kategoriach (dla najgorszej aktorki pierwszo- i drugoplanowej, w obu przypadkach dla Megan Fox). Za najgorszy film, który zdobył także najwięcej Złotych Malin (pięć), uznano Puchatka: Krew i miód. Cztery nominacja zdobył także Ant-Man i Osa: Kwantomania, będąc pierwszą produkcją z Filmowego Uniwersum Marvela, którą nominowano do Złotej Maliny od momentu zapoczątkowania franczyzy szesnaście lat wcześniej.
W sierpniu 2023 pomysłodawca Złotych Malin, John J.B. Wilson i Maureen „Mo” Murphy, ogłosili, że Golden Raspberry Award Foundation rozważa wręczenie po raz pierwszy w historii nagrody Barry'ego L. Bumsteada (dla filmu o wysokim budżecie, który nie przełożył się na wysokie zyski z box office'u) całej wytwórni filmowej, a nie pojedynczej produkcji. Laureatem miało zostać Walt Disney Studios, które z okazji stulecia istnienia wprowadziło do kin m.in. Piotrusia Pana i Wendy, Między nami żywiołami, Indianę Jonesa i artefakt przeznaczenia, Nawiedzony dwór, Małą syrenkę czy Ant-Mana i Osę: Kwantomanię, co doprowadziło do tego, że „niegdyś nieprzyzwoicie dochodowe produkcje Walt Disney Pictures raz za razem okazywały się porażką finansową”, ponieważ „szefowie korporacji mieli nadzieję, że będą przez cały rok zarabiać na świętowaniu stulecia sukcesów”. Nagrody ostatecznie jednak nie przyznano.
Nagrodę Odkupienia otrzymała Fran Drescher (w 1998 nagrodzona Złotą Maliną jako najgorsza aktorka pierwszoplanowa za Piękną i Borysa Bestię), która jako prezes SAG-AFTRA w 2023 przeprowadziła organizację przez zakończony sukcesem strajk scenarzystów.

## Laureaci i nominowani
Laureaci nagród są objęci wytłuszczeniem.

### Najgorszy film
- Puchatek: Krew i miód (Altitude Film Distribution) – Scott Jeffrey i Rhys Frake-Waterfield
  - Egzorcysta: Wyznawca (Universal) – Jason Blum, David C. Robinson, James G. Robinson
  - Niezniszczalni 4 (Lionsgate) – Kevin King-Templeton, Les Weldon, Yariv Lerner, Jason Statham
  - Meg 2: Głębia (Warner Bros.) – Lorenzo di Bonaventura i Belle Avery
  - Shazam! Gniew bogów (New Line Cinema) – Peter Safran

### Najgorszy aktor
- Jon Voight – Babcia jako Patrick Quinn
  - Russell Crowe – Egzorcysta papieża jako ojciec Gabriele Amorth
  - Vin Diesel – Szybcy i wściekli 10 jako Dominic Toretto
  - Chris Evans – Randka, bez odbioru jako Cole Turner
  - Jason Statham – Meg 2: Głębia jako Jonas Taylor

### Najgorsza aktorka
- Megan Fox – Johnny & Clyde jako Alana Hart
  - Ana de Armas – Randka, bez odbioru jako Sadie Rhodes
  - Salma Hayek – Magic Mike: Ostatni taniec jako Maxandra Mendoza
  - Jennifer Lopez – Matka jako Matka
  - Helen Mirren – Shazam! Gniew bogów jako Hespera

### Najgorszy aktor drugoplanowy
- Sylvester Stallone – Niezniszczalni 4 jako Barney Ross
  - Michael Douglas – Ant-Man i Osa: Kwantomania jako Hank Pym
  - Mel Gibson – Tajny informator jako Kevin Hickey
  - Bill Murray – Ant-Man i Osa: Kwantomania jako lord Krylar
  - Franco Nero – Egzorcysta papieża jako papież

### Najgorsza aktorka drugoplanowa
- Megan Fox – Niezniszczalni 4 jako Gina
  - Kim Cattrall – Wszystko o moim starym jako Tygrysek
  - Bai Ling – Johnny & Clyde jako Zhang
  - Lucy Liu – Shazam! Gniew bogów jako Kalipso
  - Mary Stuart Masterson – Pięć koszmarnych nocy jako ciocia Jane

### Najgorszy reżyser
- Rhys Frake-Waterfield – Puchatek: Krew i miód
  - David Gordon Green – Egzorcysta: Wyznawca
  - Peyton Reed – Ant-Man i Osa: Kwantomania
  - Scott Waugh – Niezniszczalni 4
  - Ben Wheatley – Meg 2: Głębia

### Najgorszy scenariusz
- Puchatek: Krew i miód – Rhys Frake-Waterfield
  - Egzorcysta: Wyznawca – Peter Sattler i David Gordon Green
  - Niezniszczalni 4 – Kurt Wimmer, Tad Daggerhart, Max D. Adams
  - Indiana Jones i artefakt przeznaczenia – Jez Butterworth, John-Henry Butterworth, David Koepp, James Mangold
  - Shazam! Gniew bogów – Henry Gayden i Chris Morgan

### Najgorsze ekranowe połączenie
- Puchatek i Prosiaczek jako krwiożerczy mordercy – Puchatek: Krew i miód
  - Dowolna para „bezlitosnych najemników” – Niezniszczalni 4
  - Dowolna para inwestorów, którzy dołożyli się do łącznej sumy 400 milionów dolarów za prawa do remake’u Egzorcysty – Egzorcysta: Wyznawca
  - Ana de Armas i Chris Evans – Randka, bez odbioru
  - Salma Hayek i Channing Tatum – Magic Mike: Ostatni taniec

### Najgorszy prequel, sequel, remake lub plagiat
- Puchatek: Krew i miód (Altitude Film Distribution)
  - Ant-Man i Osa: Kwantomania (Disney)
  - Egzorcysta: Wyznawca (Universal)
  - Niezniszczalni 4 (Lionsgate)
  - Indiana Jones i artefakt przeznaczenia (Disney)

## Rekordziści
| Nominacje | Film                                   |
| --------- | -------------------------------------- |
| 7         | Niezniszczalni 4                       |
| 5         | Egzorcysta: Wyznawca                   |
| 5         | Puchatek: Krew i miód                  |
| 4         | Ant-Man i Osa: Kwantomania             |
| 4         | Shazam! Gniew bogów                    |
| 3         | Randka, bez odbioru                    |
| 3         | Meg 2: Głębia                          |
| 2         | Indiana Jones i artefakt przeznaczenia |
| 2         | Johnny & Clyde                         |
| 2         | Magic Mike: Ostatni taniec             |
| 2         | Egzorcysta papieża                     |

| Wygrane | Film                  |
| ------- | --------------------- |
| 5       | Puchatek: Krew i miód |
| 2       | Niezniszczalni 4      |